# ARCH (日本のバンド)
ARCH（アーチ）は、日本のロックバンド。

## メンバー
- 中村大（ボーカル・ギター）

バンド「BANK」、「Vacation Three」のほかソロユニット「NUBACK」としても活動。
TOO YOUNG RECORDSを運営。
- 永田太郎（ギター）

ARCHの活動と並行しながら、ギタリストとしてとしてアーティストのレコーディング、ライブのサポートに参加。
現在は、ゲームやCMなどの音楽制作を中心に活動を行なっている。
- 斉藤“BEKKO”隆生（ベース、プログラミング）

## 概要
1995年春、明治学院大学のサークル「ソングライツ」にて中村を中心に結成。1996年、インディーズレーベル"Crue-l Records"より1stEP「Summer Clappin' 終わらないサマー・クラップ」をリリース。
1998年9月、Crue-l Recordsとアロハ・プロダクションが組んだ新レーベル"CAME"より1stシングル「新しい光」でメジャーデビュー。1999年3月には、初のセルフプロデュースとなる2ndシングル「on a rainy day」をリリース。
2000年10月31日、アロハ・プロダクションとの契約終了。

## タイアップ一覧
| 使用年 | 曲名            | タイアップ                                                       |
| ------ | --------------- | ---------------------------------------------------------------- |
| 1999年 | Close your eyes | NHK-FM『ミュージック・スクエア』1999年8・9月度エンディングテーマ |
| 2000年 | DAYS            | TBS系『ワンダフル』エンディングテーマ                            |